# Амількар Енрікес
Амількар Енрікес (ісп. Amílcar Henríquez, нар. 2 серпня 1983, Панама — 15 квітня 2017, Колон) — панамський футболіст.
Виступав, зокрема, за клуби «Арабе Унідо» та «Індепендьєнте Медельїн», а також національну збірну Панами.

## Клубна кар'єра
У дорослому футболі дебютував 2003 року виступами за команду клубу «Арабе Унідо», в якій провів чотири сезони, взявши участь у 92 матчах чемпіонату. Більшість часу, проведеного у складі «Арабе Унідо», був основним гравцем команди.
Згодом з 2007 по 2012 рік грав у складі команд клубів «Сантакрусенья» (оренда), «Арабе Унідо» та «Атлетіко Уїла».
Своєю грою за останню команду привернув увагу представників тренерського штабу клубу «Індепендьєнте Медельїн», до складу якого приєднався 2012 року. Відіграв за команду з Медельїна наступні два сезони своєї ігрової кар'єри. Граючи у складі «Індепендьєнте Медельїн» також здебільшого виходив на поле в основному складі команди.
Протягом 2014—2015 років захищав кольори клубів «Арабе Унідо» та «Реал Картахена».
До складу клубу «Америка де Калі» приєднався 2015 року. Відтоді встиг відіграти за команду з Калі 27 матчів в національному чемпіонаті.
У 2016 повернувся до клубу «Арабе Унідо», відіграв за команду 18 матчів.

## Виступи за збірну
2005 року дебютував в офіційних матчах у складі національної збірної Панами. Провів у формі головної команди країни 85 матчів.
У складі збірної був учасником Золотого кубка КОНКАКАФ 2007 року в США, Золотого кубка КОНКАКАФ 2009 року в США, Золотого кубка КОНКАКАФ 2011 року в США, Кубка Америки 2016 року в США.

## Смерть
Амількар був вбитий 15 квітня 2017 біля власного будинку в Колоні пострілами з проїжджаючого повз нього автомобіля.

## Титули і досягнення

### Клубні
- Чемпіон Панами (2):

«Арабе Унідо»: 2004, 2008.

### Збірна
- Володар Кубка центральноамериканських націй: 2009.